# 5月3日
5月3日（ごがつみっか）は、グレゴリオ暦で年始から123日目（閏年では124日目）にあたり、年末まではあと242日ある。

## できごと

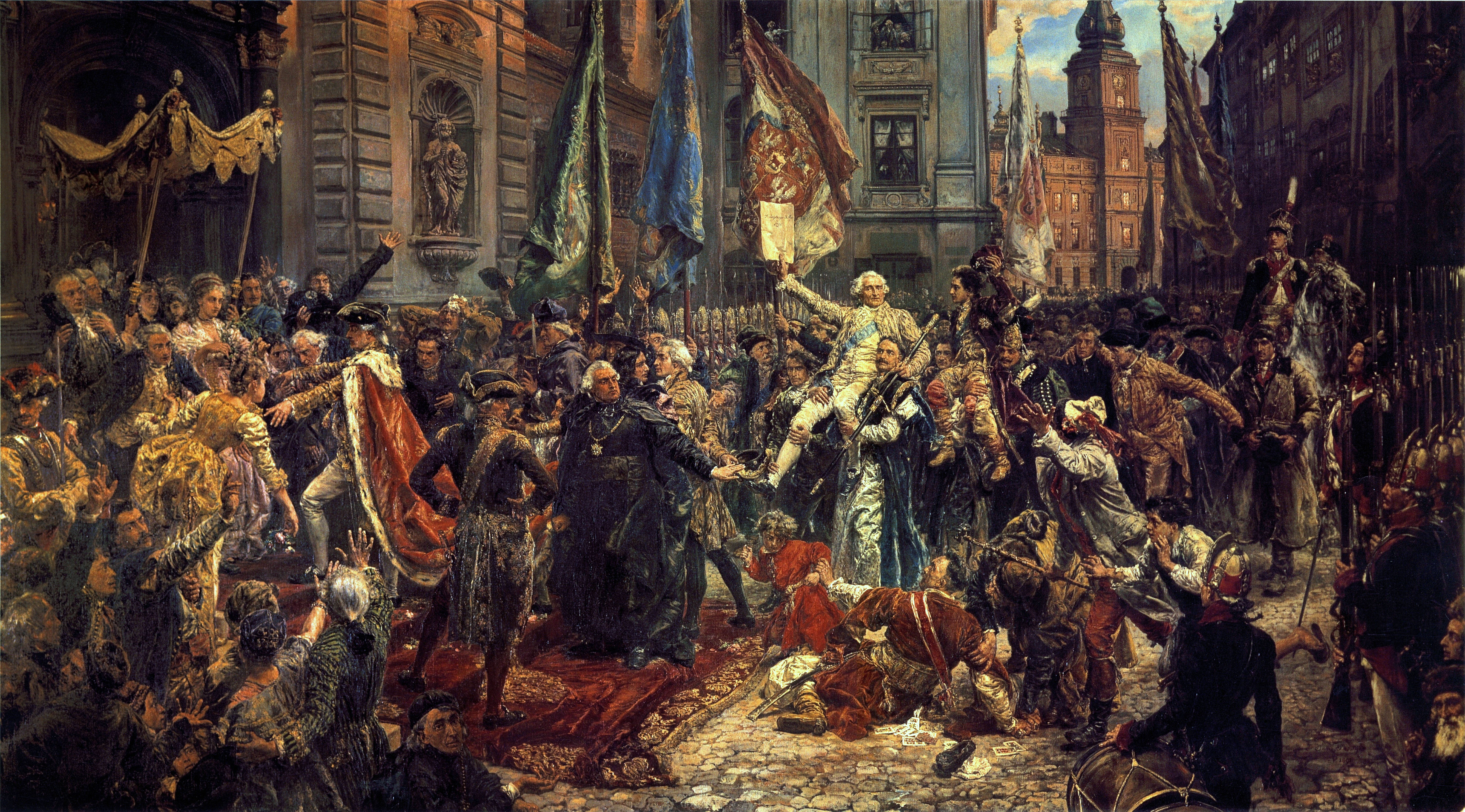
ポーランド王国で欧州初の近代的成文憲法、5月3日憲法制定(1791)。画像はヤン・マテイコ画(1891)

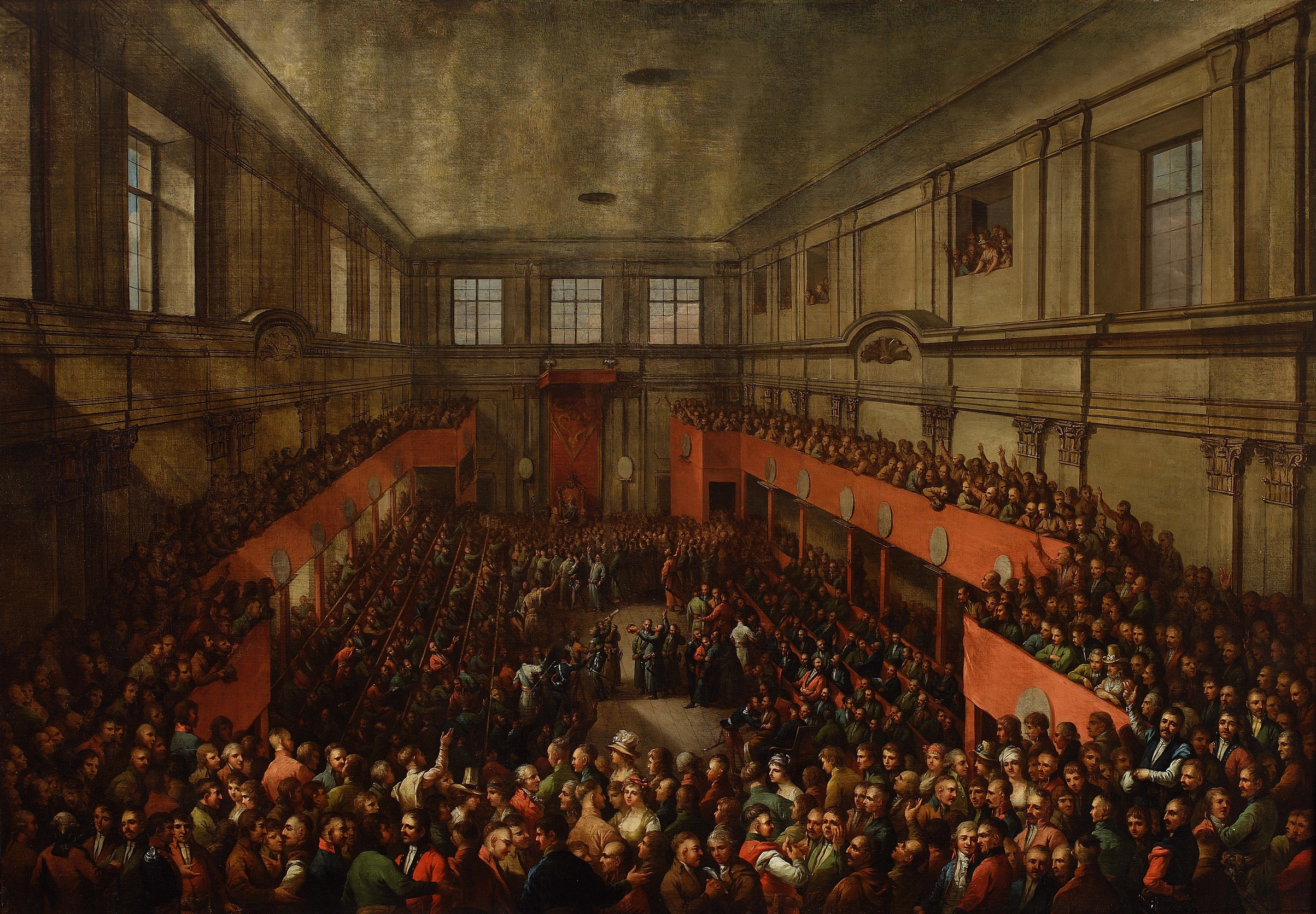
5月3日憲法(1791)

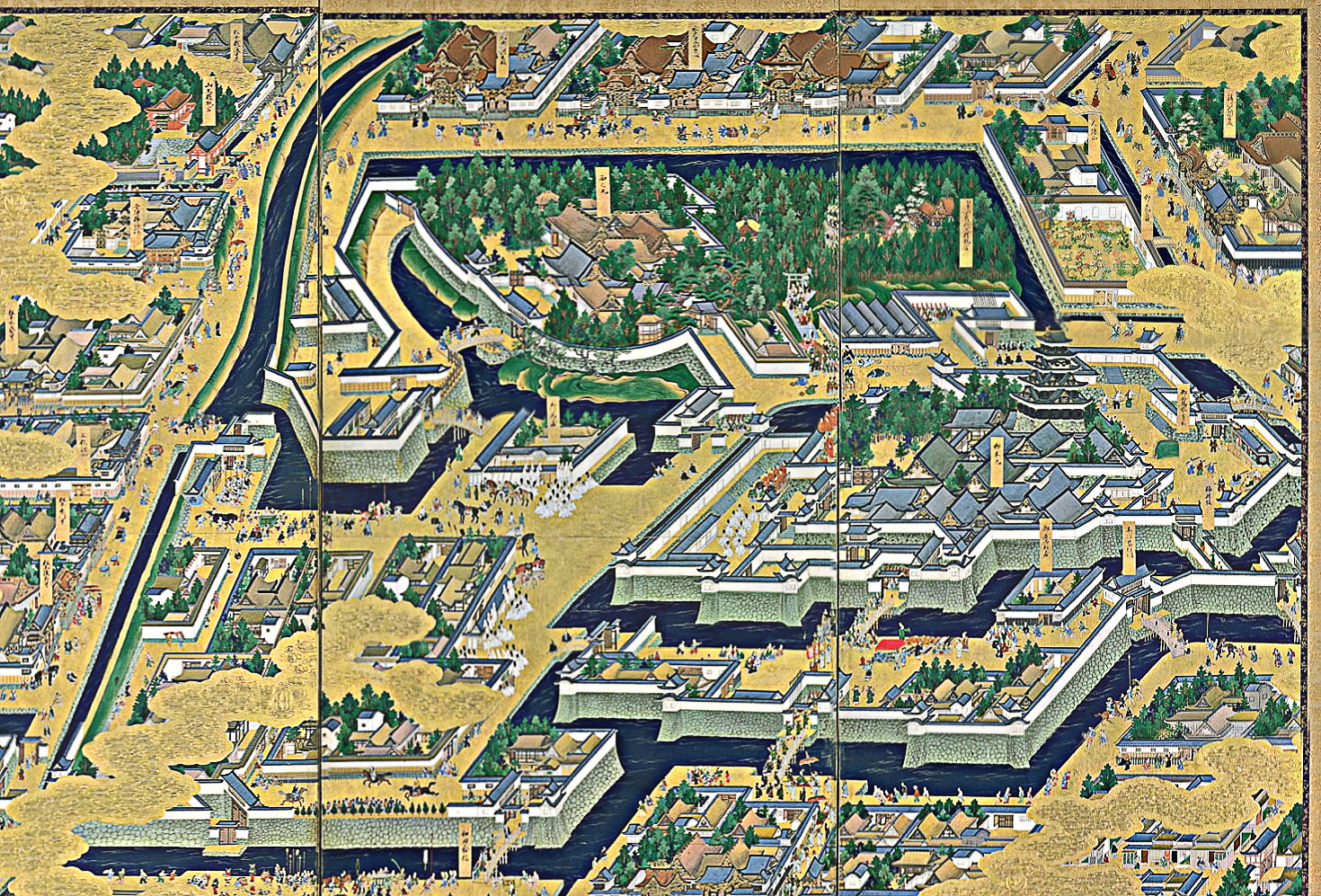
江戸城無血開城(1868)。画像は17世紀の江戸城

- 701年 -元号に大宝を制定。これ以降元号は1日も途切れていない。
- 1791年 - ポーランド王国でヨーロッパ初の近代的成文憲法である5月3日憲法が成立する[1]。
- 1868年（慶応4年4月11日） - 江戸城が明治政府軍に無血開城。旧暦3月13日、3月14日に、勝海舟と西郷隆盛が会談し、徳川慶喜の故郷水戸への謹慎、軍艦・兵器の引渡しなどで合意。4月4日に橋本実梁と柳原前光が勅使として江戸城に入城し、この日、正式に明渡しが行われた[2]。
- 1882年 - 東京気象学会（現在の日本気象学会）が設立。
- 1928年 - 済南事件（済南慘案）: 山東省済南で日本軍と国民政府軍が衝突。
- 1939年 - イギリスの戦艦「プリンス・オブ・ウェールズ」が進水。
- 1939年 - インド国民会議の分派としてスバス・チャンドラ・ボースが全インド前進同盟を結成。
- 1942年 - 第二次世界大戦・フロリダ諸島の戦い: 日本軍がツラギ（現ソロモン諸島）を占領する。
- 1945年 - 第二次世界大戦・ビルマの戦い: 英印軍第15軍団（英語版）のチェインバーズ少将率いる第26インド歩兵師団（英語版）がラングーン川からラングーンを占領する。
- 1946年 - 極東国際軍事裁判（東京裁判）開廷。
- 1946年 - ソ連軍の満州からの撤退が完了。
- 1947年 - 日本国憲法施行[3]。
- 1950年 - 吉田茂首相が、全面講和論を唱える南原繁東大総長を「曲学阿世の徒」とラジオ演説で批判。
- 1956年 - 東京・蔵前国技館で第1回世界柔道選手権開催。
- 1960年 - オーストリア、デンマーク、ノルウェー、ポルトガル、スウェーデン、スイス、英国の7カ国により、欧州自由貿易連合 (EFTA) が発足[4]。
- 1960年 - アムステルダムのアンネ・フランク一家の隠れ家が博物館「アンネ・フランクの家」として開館[5]。
- 1962年 - 三河島事故: 常磐線三河島駅で脱線した貨物列車に上下2本の電車が追突、死者160人・重軽傷325人。
- 1970年 - 言論出版妨害事件: 創価学会の池田会長が、創価学会と公明党の分離を本部総会で表明。
- 1973年 - シカゴに当時世界一の高さのビルであったシアーズ・タワー（現・ウィリス・タワー）が完成。
- 1974年 - 白泉社の少女漫画雑誌『花とゆめ』が創刊。
- 1975年 - アメリカ海軍の航空母艦「ニミッツ」が就役。
- 1978年 - ディジタル・イクイップメント・コーポレーションが、世界で初めてスパムメールを送信する。
- 1987年 - 赤報隊事件: 朝日新聞社阪神支局が襲撃される。記者1人が死亡し、記者1人が重傷[6]。
- 2000年 - 西鉄バスジャック事件: 佐賀県で17歳の少年が福岡行の高速バスを乗っ取り、乗客1人が殺害され、２人が負傷した[7]。
- 2006年 - アルマヴィア967便墜落事故。
- 2006年 - トンガ地震が発生。
- 2018年 - ハワイ島のキラウエア火山が噴火。島南西部レイラニ地区（英語版）に亀裂が起き、溶岩流が発生[8]。

## 誕生日

### 人物

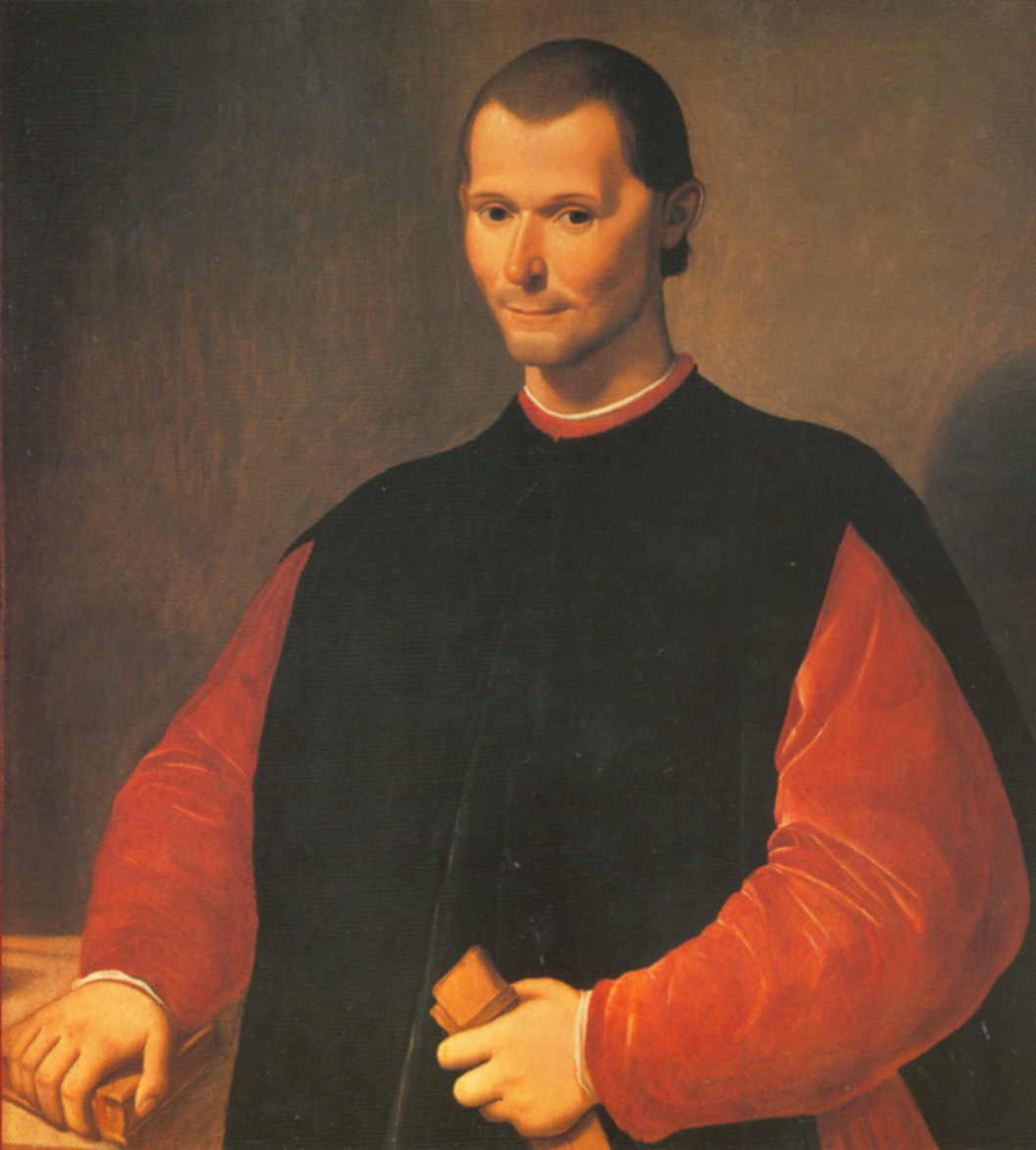
政治思想家、ニッコロ・マキャヴェッリ(1469-1527)誕生。

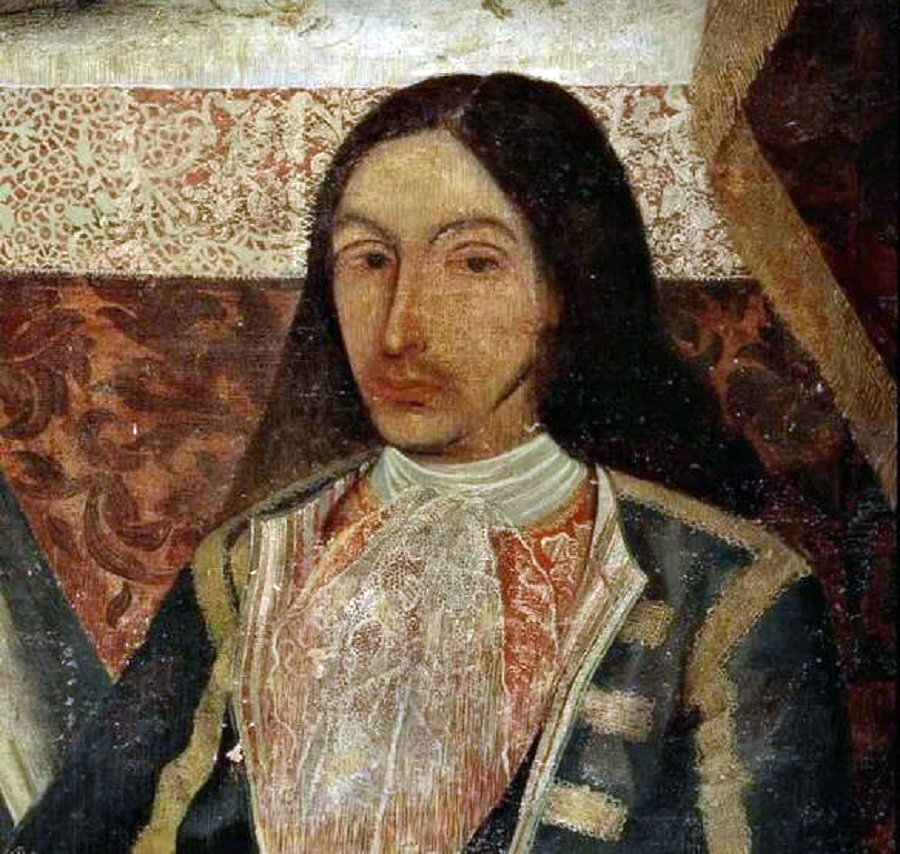
スペインの海賊アマロ・ロドリゲス・フェリペ(1678-1747)誕生。

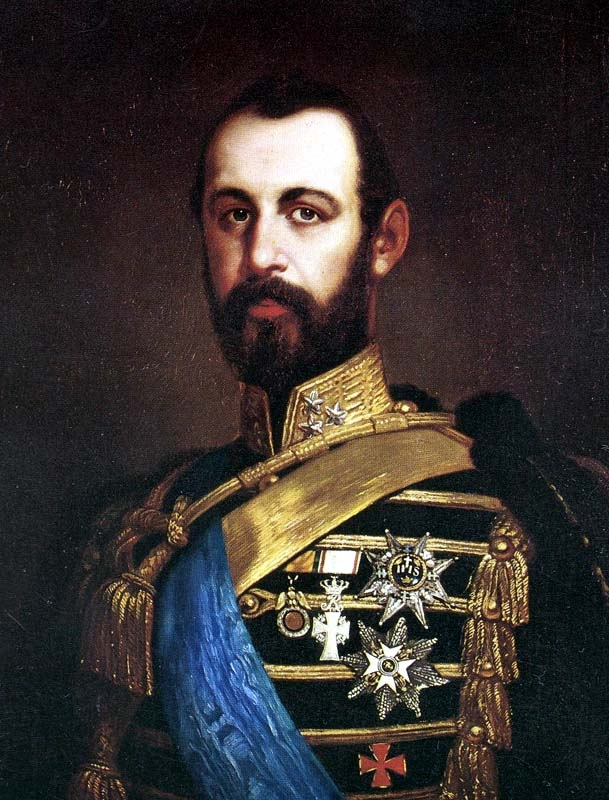
スウェーデン王カール15世(1826-1872)誕生。

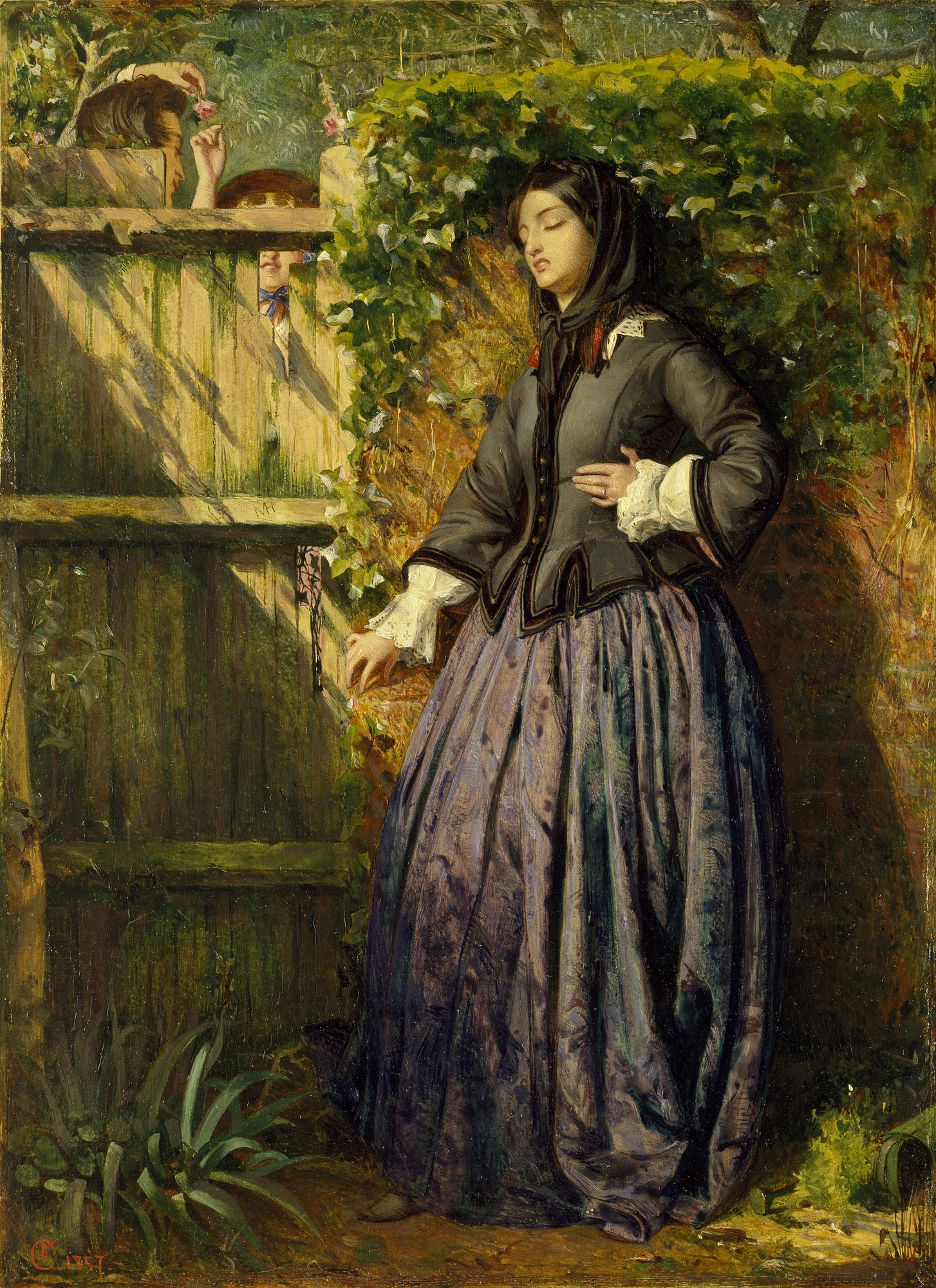
画家フィリップ・ハモジェニーズ・コールドロン(1833-1898)。画像は『破られた誓い』(1857)。

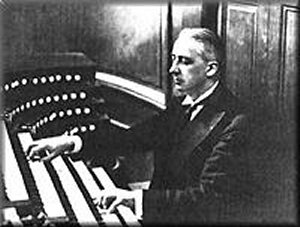
オルガニスト、マルセル・デュプレ(1886-1971)誕生。

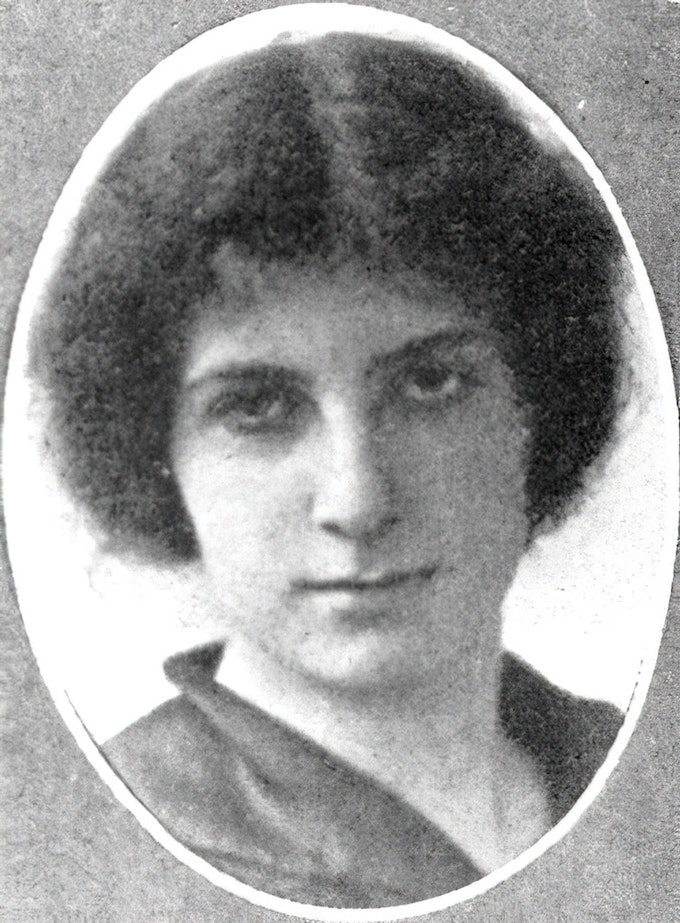
イスラエル第5代首相、ゴルダ・メイア(1898-1978)誕生。画像は1914年の少女時代のメイア。

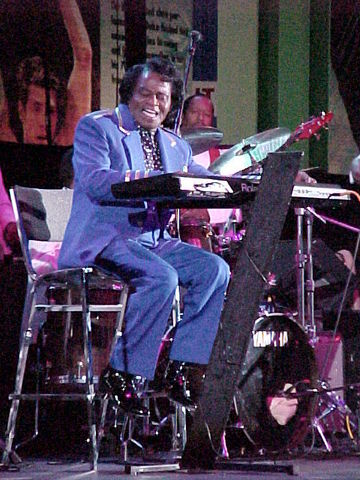
ソウルミュージックシンガー、ジェームス・ブラウン(1933-2006)誕生。

- 612年 - コンスタンティノス3世、東ローマ帝国ヘラクレイオス王朝第2代皇帝（+ 641年）
- 1276年 - ルイ・デヴルー、フランス王フィリップ3世と2度目の妃マリー・ド・ブラバンの息子（+ 1319年）
- 1415年 - セシリー・ネヴィル、ヨーク公リチャード・プランタジネットの妻、イングランド王エドワード4世とリチャード3世の母（+1495年）
- 1465年（寛正6年4月8日） - 田代三喜、医師（+ 1544年）
- 1469年 - ニッコロ・マキャヴェッリ、思想家（+ 1527年）
- 1657年（明暦3年3月20日） - 松平頼道、第2代常陸国宍戸藩主（+ 1721年）
- 1662年 - ダニエル・ペッペルマン、建築家、都市計画家（+ 1736年）
- 1662年（寛文2年3月15日） - 田中休愚、農政家、経世家（+ 1730年）
- 1678年 - アマロ・ロドリゲス・フェリペ - スペインの海賊（+ 1747年）
- 1748年 - エマニュエル＝ジョゼフ・シエイエス、フランス革命の指導者、政治家（+ 1836年）
- 1764年 - エリザベート・フィリッピーヌ・ド・フランス、フランス王女（+ 1794年）
- 1782年（天明2年3月21日） - 戸田氏宥、第6代美濃国大垣新田藩主（+ 1852年）
- 1805年（文化2年4月5日） - 市橋長発、第8代近江国仁正寺藩主（+ 1822年）
- 1823年（文政6年3月23日） - 周布政之助、長州藩士（+ 1864年）
- 1826年 - カール15世、スウェーデン王、ノルウェー王、ベルナドッテ朝第3代国王（+ 1872年）
- 1826年（文政9年3月27日） - 土岐頼之、第11代上野国沼田藩主（+ 1873年）
- 1827年（文政10年4月8日） - 佐藤尚中、医師、第2代順天堂堂主、順天堂医院初代院長（+ 1882年）
- 1833年 - フィリップ・ハモジェニーズ・コールドロン、画家（+ 1898年）
- 1844年（天保15年3月16日） - 黒木為楨、大日本帝国陸軍軍人（+ 1923年）
- 1848年 - ヴィクトル・ホルツ、教育家（+ 1919年）
- 1849年 - ベルンハルト・フォン・ビューロー、ドイツ帝国宰相（+ 1929年）
- 1849年 - ジェイコブ・リース、フォトジャーナリスト（+ 1914年）
- 1857年 - ジョージ・ゴア、元プロ野球選手（+ 1933年）
- 1860年 - ヴィト・ヴォルテラ、数学者、物理学者（+ 1940年）
- 1874年 - フランソワ・コティ、香水商、実業家（+ 1934年）
- 1874年 - ヴァン・ヴァルフリート・エクマン、海洋物理学者（+ 1954年）
- 1886年 - マルセル・デュプレ、オルガニスト、作曲家（+ 1971年）
- 1888年 - 加藤武雄、小説家（+ 1956年）
- 1890年 - 呉文炳、経済学者、第4代日本大学総長（+ 1981年）
- 1890年 - アレックス・ポンペス、球団経営者（+ 1974年）
- 1891年 - エッパ・リクシー、プロ野球選手（+ 1963年）
- 1892年 - ジョージ・パジェット・トムソン、物理学者（+ 1975年）
- 1895年 - 林惠海、社会学者、東京大学名誉教授（+ 1985年）
- 1895年 - 辻本史邑、書家（+ 1957年）
- 1895年 - 多忠亮、ヴァイオリニスト、作曲家（+ 1929年）
- 1898年 - ゴルダ・メイア、政治家、第4代イスラエル首相（+ 1978年）
- 1900年 - 島田啓三、漫画家（+ 1973年）
- 1902年 - アルフレッド・カストレル、物理学者（+ 1984年）
- 1903年 - ビング・クロスビー、歌手、俳優（+ 1977年）
- 1905年 - レッド・ラフィング、プロ野球選手（+ 1986年）
- 1906年 - メアリー・アスター、女優（+ 1987年）
- 1907年 - 大塚久雄、経済史家（+ 1996年）
- 1907年 - 森荘已池、小説家（+ 1999年）
- 1908年 - 山内逸三、窯業技術者（+ 1992年）
- 1910年 - 赤羽末吉、舞台美術、絵本作家（+ 1990年）
- 1910年 - 中江良夫、劇作家、脚本家（+ 1986年）
- 1911年 - 池田恒雄、出版人（+ 2002年）
- 1913年 - ハインツ・コフート、精神分析学者（+ 1981年）
- 1915年 - スチュ・ハート、プロレスラー、トレーナー（+ 2003年）
- 1915年 - ベティ・コムデン、作詞家、脚本家（+ 2006年）
- 1916年 - 北村正哉、政治家、公選第10-13代青森県知事（+ 2004年）
- 1918年 - 柏戸秀剛、大相撲力士、年寄10代伊勢ノ海（+ 1982年）
- 1919年 - ピート・シーガー、シンガーソングライター（+ 2014年）
- 1920年 - ジョン・ルイス、ジャズピアニスト（+ 2001年）
- 1921年 - 吉田善哉、競走馬生産者、社台グループ創始者（+ 1993年）
- 1921年 - シュガー・レイ・ロビンソン、プロボクサー（+ 1989年）
- 1924年 - 松本忠繁、元プロ野球選手
- 1927年 - 中條高徳、実業家、元アサヒビール飲料（現アサヒ飲料）会長（+ 2014年）
- 1927年 - 河辺浩市、作曲家、トロンボーン奏者（+ 2014年）
- 1928年 - 新井竜郎、元プロ野球選手
- 1931年 - 本多逸郎、プロ野球選手、監督（+ 2005年）
- 1931年 - アルド・ロッシ、建築家（+ 1997年）
- 1933年 - 石田英夫、経営学者、慶應義塾大学名誉教授
- 1933年 - スティーヴン・ワインバーグ、物理学者（+ 2021年）
- 1933年 - ジェームス・ブラウン、ソウルミュージック歌手（+ 2006年）
- 1933年 - 大橋和夫、フィギュアスケート選手、 フィギュアスケート審判員（+ 1992年）
- 1934年 - 高嶋哲、実業家、ナナオ創業者、馬主
- 1934年 - ジョルジュ・ムスタキ、シンガーソングライター（+ 2013年）
- 1935年 - 森口哲夫、元プロ野球選手
- 1936年 - 相田洋、テレビディレクター
- 1937年 - 新川健三郎、アメリカ史学者、東京大学名誉教授（+ 2016年）
- 1938年 - 渡海昇二、プロ野球選手（+ 2016年）
- 1939年 - 今泉淑夫、歴史学者、東京大学名誉教授
- 1940年 - 前原英夫、天文学者
- 1940年 - コニー・プランク、音楽プロデューサー（+ 1987年）
- 1942年 - ブッチ・オッター、政治家
- 1942年 - ベラ・チャスラフスカ、体操選手、1964年東京五輪・1968年メキシコシティー五輪金メダリスト（+ 2016年）
- 1943年 - 橋幸夫、歌手
- 1944年 - 二本柳俊衣、女優
- 1945年 - デイビー・ロープス、元プロ野球選手
- 1946年 - 岩崎紘昌、西洋骨董品評論家
- 1946年 - 長谷川勝治、プロゴルファー
- 1946年 - ジミー・ウィリアム、元プロ野球選手
- 1947年 - 大橋良一、政治家、元埼玉県加須市長
- 1947年 - 福島信晴、元調教師
- 1947年 - 荒川尭、元プロ野球選手
- 1948年 - 赤松広隆、政治家
- 1949年 - 阿部薫、ジャズサクソフォーン奏者（+ 1978年）
- 1949年 - カーリー西條、料理研究家、タレント
- 1950年 - 安藤謙吉、元重量挙げ選手、指導者
- 1950年 - 硤合憲三、有機化学者、東京理科大学名誉教授
- 1950年 - 三木義一、法学者、弁護士、第18代青山学院大学学長
- 1950年 - 高橋司、元騎手
- 1950年 - 米谷延夫、元プロ野球選手
- 1951年 - 三宅裕司、タレント、劇団スーパー・エキセントリック・シアター座長
- 1951年 - 岩井友見、女優
- 1951年 - 松村憲章、元プロ野球選手
- 1951年 - クリストファー・クロス、歌手
- 1952年 - 猪口邦子、国際政治学者、政治家
- 1952年 - 灰野敬二、ミュージシャン
- 1953年 - 五十嵐美鈴、女優
- 1953年 - 鈴木憲夫、作曲家、詩人、指揮者
- 1953年 - 田村政雄、元プロ野球選手
- 1953年 - 若林憲一、元プロ野球選手
- 1953年 - 榮森己喜男、元騎手
- 1953年 - 川本耕次、漫画編集者、官能小説家、カメラマン（+ 2022年）
- 1953年 - 五十嵐五十鈴、女優（+ 2015年）
- 1955年 - 小野浩慈、アナウンサー
- 1955年 - 三船法行、研究者、実業家
- 1955年 - 三浦道男、元プロ野球選手
- 1956年 - 豊田章男、実業家、第6代トヨタ自動車株式会社代表取締役社長
- 1956年 - 相田卓三、化学者
- 1957年 - 福田裕彦、音楽プロデューサー、作曲家、編曲家、キーボーディスト
- 1957年 - 衣川和秀、官僚、実業家、日本郵便社長
- 1957年 - 三島早苗、元サッカー選手
- 1958年 - 新井一典、俳優、声優
- 1959年 - 杉本正、元プロ野球選手
- 1959年 - 小山実稚恵、ピアニスト
- 1959年 - 水玉螢之丞、イラストレーター（+ 2014年）
- 1959年 - 竹内和憲、元プロ野球選手
- 1960年 - 河村智康、ドラム奏者
- 1960年 - 板垣好紀、実業家、 太平洋興発社長
- 1960年 - 真喜志康永、元プロ野球選手
- 1960年 - シュテッフェン・シュライエルマッハー、作曲家、ピアニスト
- 1961年 - 古里尚丈、プロデューサー
- 1963年 - 相原コージ、漫画家
- 1963年 - 上田早苗、アナウンサー
- 1963年 - 松尾伴内、タレント
- 1965年 - 野村宏伸、俳優
- 1965年 - ヨン・イェンセン、元サッカー選手、指導者
- 1966年 - 秋山具義、アートディレクター
- 1966年 - 湯上谷宏、元プロ野球選手
- 1967年 - サム・グレコ、格闘家
- 1967年 - 大久保ノブオ、芸人、歌手（ポカスカジャン）
- 1968年 - 佐藤貢三、俳優
- 1968年 - 古田三奈、演歌歌手
- 1968年 - 掟ポルシェ、作家、ミュージシャン
- 1968年 - 上杉隆、ジャーナリスト、政治家
- 1968年 - イバン・クルーズ、元プロ野球選手
- 1969年 - 丹羽貞仁、俳優
- 1969年 - 金沢十三男、ゲームクリエーター
- 1969年 - 高橋義忠、調教師
- 1970年 - 高田寛之、アナウンサー
- 1970年 - 荻野欣士郎、映画監督
- 1970年 - 奥山義行、元陸上競技選手
- 1970年 - ボビー・カナヴェイル、俳優
- 1971年 - 吉鶴憲治、元プロ野球選手
- 1971年 - 河野亮、元プロ野球選手
- 1972年 - 橋本昌子、アナウンサー
- 1973年 - 岡本晃、元プロ野球選手
- 1973年 - 川口智子、元子役
- 1973年 - ルイス・ミゲル・ロドリゲス、元野球選手
- 1973年 - ミハエル・ライツィハー、元サッカー選手、指導者
- 1975年 - アンジェラ佐藤、フードファイター、タレント、YouTuber
- 1975年 - クリスティーナ・ヘンドリックス、女優
- 1975年 - マクシム・ムルヴィツァ、ピアニスト
- 1976年 - 遠藤悠美、元AV女優、元ストリッパー
- 1977年 - 三元雅芸、俳優、殺陣師
- 1977年 - 壱智村小真、声優
- 1977年 - 園田小波、漫画家
- 1977年 - 真島ヒロ、漫画家
- 1977年 - 冨田憲子、アナウンサー
- 1977年 - ライアン・デンプスター、元プロ野球選手
- 1977年 - マリアム・ミルザハニ、数学者（+ 2017年）
- 1978年 - 為末大、陸上競技選手
- 1978年 - 高山智行、元プロ野球選手
- 1980年 - 上地春奈、女優
- 1981年 - イギー・スアレス、元プロ野球選手
- 1982年 - ニック・スタビノア、元プロ野球選手
- 1982年 - ボブ・マクローリー、プロ野球選手
- 1983年 - 山岸智、サッカー選手
- 1983年 - こうすけ、漫才師、ミュージシャン（初恋タロー、THE だいじょぶズ）
- 1983年 - スーパー3助、お笑いタレント（にゃんこスター）
- 1983年 - 千葉真也、サッカー選手
- 1983年 - 宇野沢祐次、元サッカー選手
- 1984年 - 菅野孝憲、サッカー選手
- 1984年 - 田村領平、元プロ野球選手
- 1984年 - ナム・サンミ、女優
- 1985年 - 関根香菜、女優
- 1985年 - エセキエル・ラベッシ、元サッカー選手
- 1985年 - 森翼、シンガーソングライター
- 1985年 - 濱島尚人、プロアイスホッケー選手
- 1986年 - 凛 、ケータイ小説家
- 1987年 - 川満陽香理、プロゴルファー
- 1987年 - 増水亜由未、タレント
- 1988年 - 柴田竜史、競輪選手
- 1988年 - 増渕竜義、元プロ野球選手
- 1988年 - 波佐谷灯子、元サッカー選手
- 1988年 - マーク・ハーディ、プロ野球選手
- 1988年 - ベン・リビア、プロ野球選手
- 1989年 - 酒井瞳、タレント、アイドル（元アイドリング!!!14号）
- 1990年 - ブルックス・ケプカ、プロゴルファー
- 1990年 - 谷口鮪、ミュージシャン（KANA-BOON）
- 1990年 - 紗希せりか、元タレント
- 1991年 - でか美ちゃん、タレント、歌手、DJ
- 1991年 - 平井大、歌手
- 1991年 - 三原亮太、ラグビー選手
- 1991年 - マイク・モーリン、プロ野球選手
- 1992年 - 高屋敷彩乃、元ファッションモデル
- 1992年 - 松田侑子、タレント
- 1992年 - ケリン・デグラン、プロ野球選手
- 1992年 - 松本吉弘、プロ雀士
- 1993年 - 田中綾華、実業家
- 1993年 - 髙城俊人、元プロ野球選手
- 1994年 - 松田力也、ラグビー選手
- 1995年 - 伊藤千咲美、歌手、ダンサー、アイドル（元BlooDye、元GEM、元7☆3）
- 1997年 - 花咲れあ、グラビアアイドル
- 1997年 - トレイ・キャベッジ、プロ野球選手
- 1998年 - 池田向希、陸上競技選手
- 1998年 - 真瀬拓海、サッカー選手
- 2002年 - 大野龍之介、俳優、タレント
- 2002年 - 曽野舜太、俳優、歌手
- 2002年 - 須藤菜々子、元声優、元子役
- 2003年 - ヴァサイェガ渉、アイドル（ジュニア、少年忍者）
- 2003年 - 畔柳亨丞、プロ野球選手
- 2003年 - 坂間叶夢、プロボクサー（+ 2024年）
- 生年不詳 - 新井輝、作家
- 生年不詳 - 茅田砂胡、小説家
- 生年不詳 - かつまゆう、声優
- 生年不詳 - 鈴江梨紗、声優
- 生年不詳 - みる、声優
- 生年不詳 - 山中まどか、声優

### 人物以外（動物など）
- 1991年 - ナリタブライアン、競走馬（+ 1998年）
- 1998年 - カルストンライトオ、競走馬、種牡馬（+ 2024年）
- 2011年 - エイシンヒカリ、競走馬

## 忌日

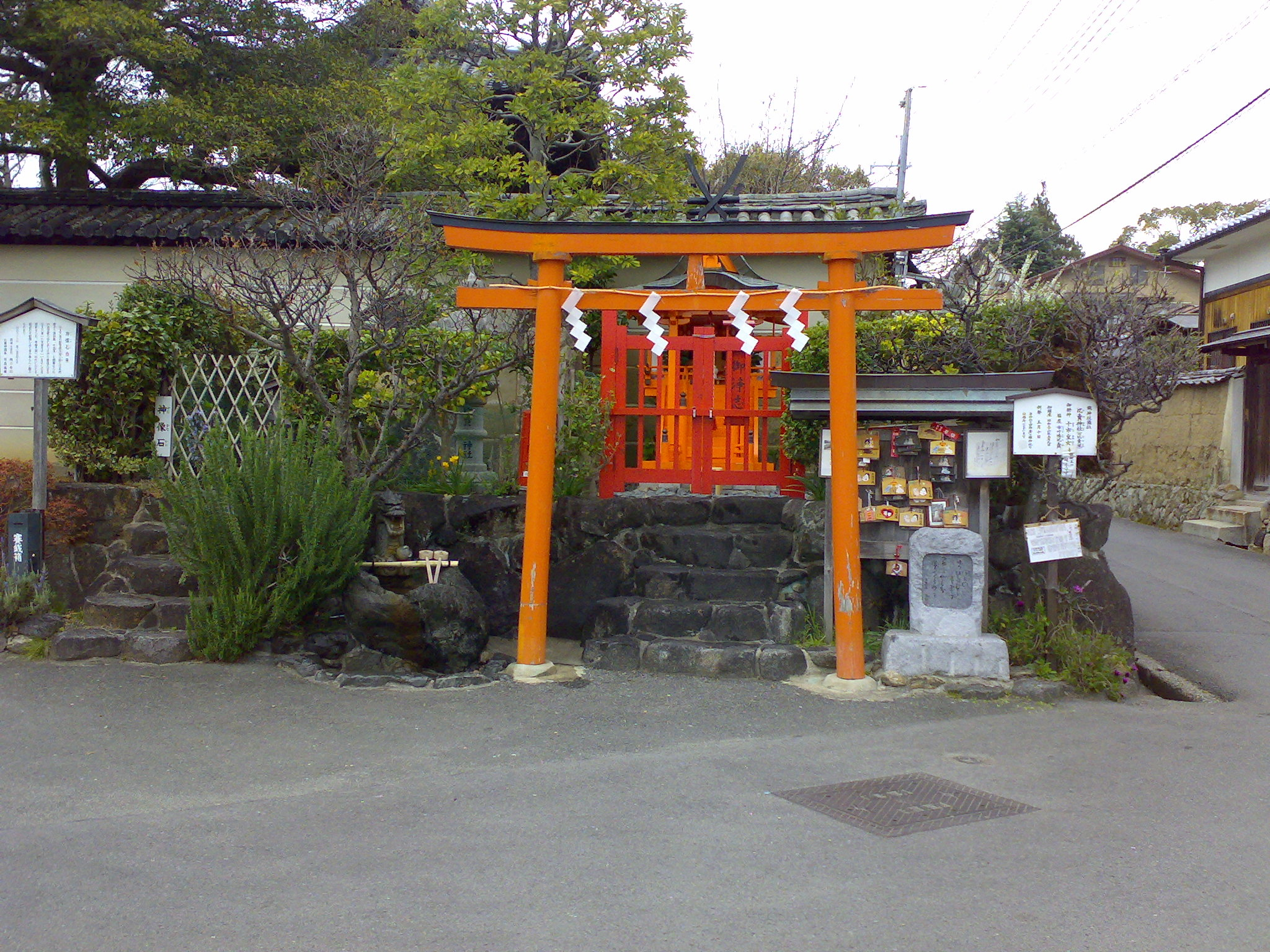
大友皇子の正妃、十市皇女(653?-678)没。画像は十市皇女が埋葬されていると伝えられている比売塚に建つ比売神社。

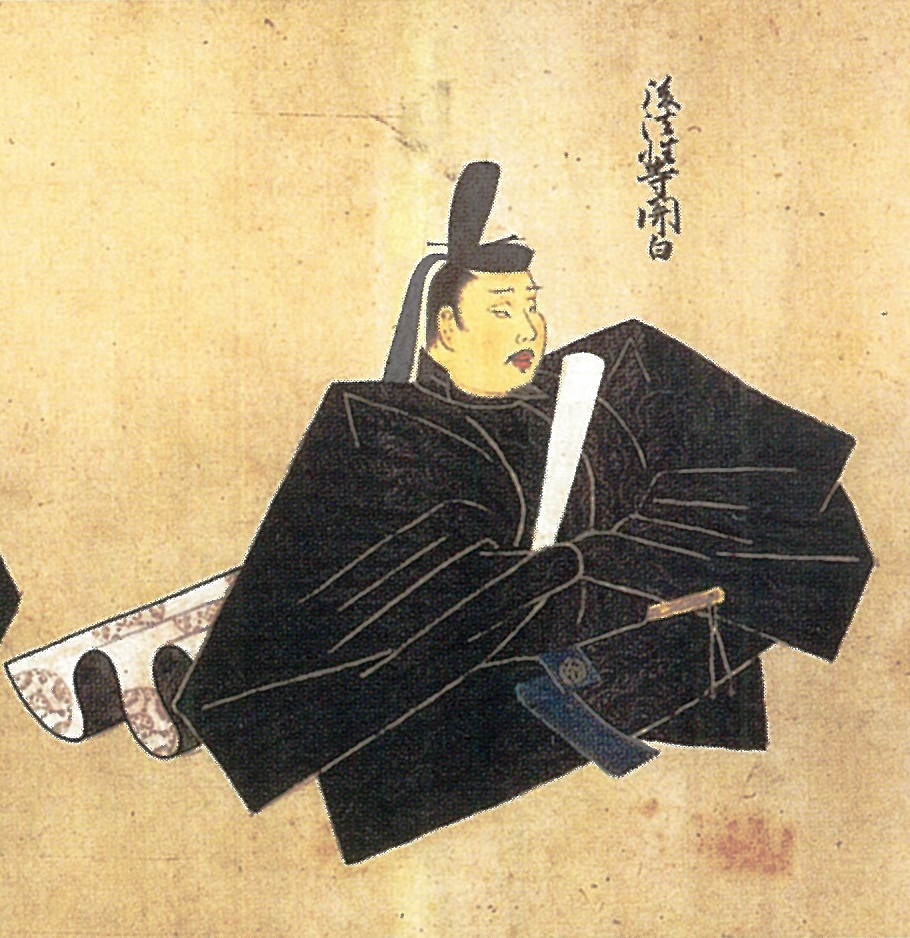
九条家の祖、九条兼実(1149-1207)没。

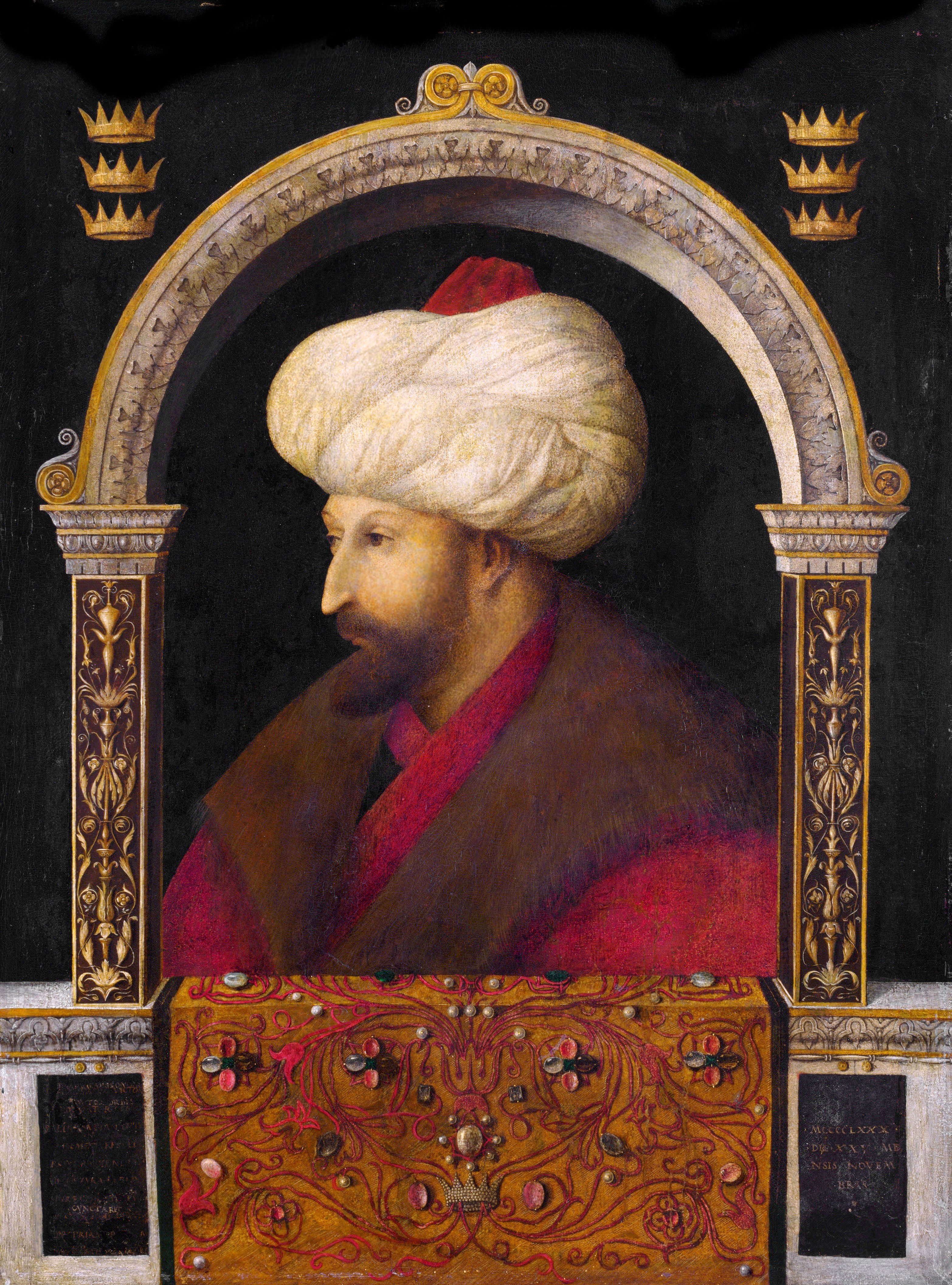
オスマン帝国皇帝メフメト2世(1432-1481)没。コンスタンティノープルを陥落させた。

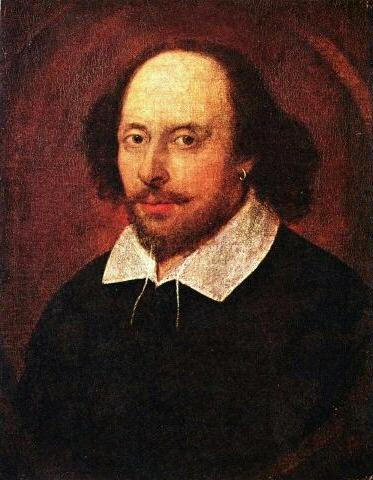
劇作家・詩人ウィリアム・シェイクスピア(1564-1616)没。

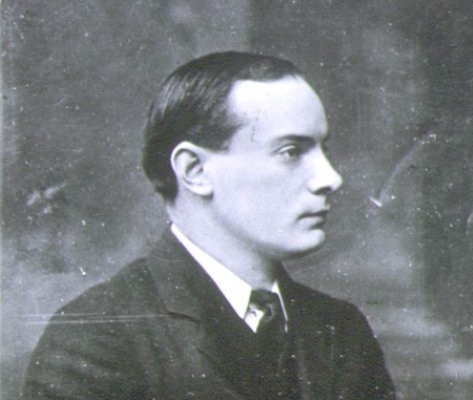
教師、民族主義者パトリック・ピアース(1879-1916)刑死。イースター蜂起を指揮したが、英軍に捕らえられた。

- 649年（大化5年3月17日） - 阿倍内麻呂、飛鳥時代の豪族（生年不明）
- 678年（天武天皇7年4月7日） - 十市皇女、天武天皇の第一皇女、大友皇子の正妃（* 653年?）
- 762年（上元2年4月5日） - 玄宗、唐の第6代皇帝（* 685年）
- 1035年（長元8年3月23日） - 藤原斉信、公卿（* 967年）
- 1207年（承元元年4月5日） - 九条兼実、公卿（* 1149年）
- 1210年（承元4年4月9日） - 大庭景義、武将（* 1128年?）
- 1270年 - ベーラ4世、ハンガリー王（* 1206年）
- 1338年（延元3年/建武5年4月13日） - 恒良親王、後醍醐天皇の皇子（* 1324年）
- 1410年 - アレクサンデル5世、カトリック教会の対立教皇（* 1339年）
- 1481年 - メフメト2世、オスマン帝国第7代スルタン（* 1432年）
- 1584年（万暦12年3月23日） - 尚懿、琉球王国の王族
- 1590年（天正18年3月29日） - 一柳直末、武将（* 1546年）
- 1616年 - ウィリアム・シェイクスピア、劇作家、詩人（* 1564年）
- 1617年（元和3年3月28日） - 菊亭晴季、公卿（* 1539年）
- 1703年 - ザームエル・オッペンハイマー、宮廷ユダヤ人（* 1630年ごろ）
- 1704年 - ハインリヒ・ビーバー、作曲家（* 1644年）
- 1758年 - ベネディクトゥス14世、第247代ローマ教皇（* 1675年）
- 1763年（宝暦13年3月21日） - 松平定喬、第6代伊予松山藩主（* 1716年）
- 1779年 - ジョン・ウィンスロップ、天文学者（* 1714年）
- 1809年（文化6年3月19日） - 山内豊興、第11代土佐藩主（* 1793年）
- 1816年 - ジェイムズ・マクヘンリー、第3代アメリカ合衆国陸軍長官（* 1753年）
- 1834年 - アレクセイ・アラクチェーエフ、ロシア皇帝アレクサンドル1世の寵臣（* 1777年）
- 1839年 - フェルディナンド・パエール、作曲家（* 1771年）
- 1839年（天保10年3月20日） - 徳川斉温、第11代尾張藩主（* 1819年）
- 1856年 - アドルフ・アダン、作曲家（* 1803年）
- 1863年 - エミール・ルーボン、画家（* 1809年）
- 1894年 - ボブ・ファーガソン、プロ野球選手（* 1845年）
- 1910年 - ハワード・テイラー・リケッツ、病理学者、微生物学者（* 1871年）
- 1913年 - ホセ・ルイス・イ・ブラスコ、画家、美術教師（* 1838年）
- 1916年 - パトリック・ピアース、民族主義運動家（* 1879年）
- 1917年 - 伊沢修二、教育家（* 1851年）
- 1922年 - マリオン・スコット、教育家（* 1843年）
- 1922年 - ウィリアム・ロバート・ブルックス、天文学者（* 1844年）
- 1923年 - エルンスト・ハルトヴィッヒ、天文学者（* 1851年）
- 1926年 - クヌート・ヴィクセル、経済学者（* 1851年）
- 1926年 - 三遊亭金馬 (2代目)、落語家（* 1868年）
- 1928年 - 石橋和訓、画家（* 1876年）
- 1932年 - チャールズ＝フォート、作家、超常現象研究者（* 1874年）
- 1934年 - ウィリアム・ウッディン、第51代アメリカ合衆国財務長官（* 1868年）
- 1935年 - ジェシー・ウィルコックス・スミス、イラストレーター（* 1863年）
- 1936年 - オスカー・ストラウス、政治家（* 1850年）
- 1936年 - 池田菊苗、化学者（* 1864年）
- 1938年 - 田鎖綱紀、速記者（* 1854年）
- 1946年 - 古沢元、小説家（* 1907年）
- 1951年 - エドガー・ルビン、心理学者（* 1886年）
- 1952年 - ルイス・ワース、社会学者（* 1897年）
- 1958年 - 米谷隆三、法学者（* 1899年）
- 1959年 - 斎藤与里、洋画家、美術評論家（* 1885年）
- 1961年 - 柳宗悦、美術評論家、思想家（* 1889年）
- 1961年 - モーリス・メルロー＝ポンティ、思想家（* 1908年）
- 1965年 - 中勘助、小説家、詩人（* 1885年）
- 1965年 - 加藤精三、政治家、旧鶴岡市第6代市長（* 1900年）
- 1966年 - 小宮豊隆、独文学者、文芸評論家、演劇評論家、東北大学名誉教授（* 1884年）
- 1966年 - 岸田日出刀、建築家（* 1899年）
- 1969年 - 香山蕃、ラグビー日本代表初代監督、日本ラグビーフットボール協会第3代会長（* 1894年）
- 1971年 - 高橋和巳、小説家（* 1931年）
- 1971年 - 津川主一、日本基督教団の牧師、教会音楽家（* 1896年）
- 1973年 - 島田芳文、作詞家（* 1898年）
- 1975年 - 牧野周一、弁士、漫談家（* 1905年）
- 1976年 - 生田蝶介、歌人、小説家（* 1889年）
- 1983年 - 宅孝二、作曲家、ピアニスト（* 1904年）
- 1986年 - 大井数雄、翻訳家、人形劇演出家（* 1929年）
- 1987年 - ダリダ、歌手（* 1933年）
- 1988年 - レフ・ポントリャーギン、数学者（* 1908年）
- 1990年 - 池波正太郎、小説家（* 1923年）
- 1990年 - 早野凡平、大道芸人（* 1940年）
- 1991年 - ジャージ・コジンスキー、小説家（* 1933年）
- 1994年 - 長友貞藏、政治家、官僚、元宮崎県宮崎市長（* 1930年）
- 1997年 - 土井正治、実業家（* 1894年）
- 1997年 - ナルシソ・イエペス、ギタリスト（* 1927年）
- 1998年 - 前田陽一、映画監督（* 1934年）
- 1999年 - ジョー・アドコック、元プロ野球選手（* 1927年）
- 1999年 - 若ノ海周治、元大相撲力士（* 1931年）
- 2000年 - 中田喜直、作曲家（* 1923年）
- 2001年 - 和泉宗章、占い師（* 1936年）
- 2001年 - ビリー・ヒギンス、ジャズドラマー（* 1936年）
- 2002年 - イブラヒム・エガル、政治家、第2代ソマリランド大統領（* 1922年）
- 2002年 - 天納傳中、天台宗僧侶、声明研究者、京都大原魚山実光院元住職（* 1925年）
- 2002年 - エフゲニー・スヴェトラーノフ、指揮者（* 1928年）
- 2006年 - カレル・アペル、画家（* 1921年）
- 2006年 - 尾上佳緑[9]、歌舞伎俳優（* 1923年）
- 2006年 - アール・ウッズ、ゴルフ指導者（* 1932年）
- 2007年 - ウォルター・シラー、宇宙飛行士、アポロ7号船長（* 1923年）
- 2007年 - 横山ノック、お笑いタレント、政治家（* 1932年）
- 2008年 - レオポルド・カルボ＝ソテーロ、政治家、元スペイン首相（* 1926年）
- 2009年 - 中村テル、登山家（* 1904年）
- 2009年 - 小池和夫、実業家、湖池屋創業者（* 1927年）
- 2010年 - キンジ渋谷、プロレスラー（* 1921年）
- 2010年 - 藤井秀樹、写真家（* 1934年）
- 2011年 - ジャッキー・クーパー、俳優、映画監督（* 1922年）
- 2011年 - 鈴木昭一郎、フランス文学者、京都大学名誉教授（* 1928年）
- 2011年 - ロベール・ブルー、理論物理学者（* 1928年）
- 2011年 - ナジ・マリアンナ、フィギュアスケート選手（* 1929年）
- 2011年 - 荒岱介、左翼活動家（* 1945年）
- 2012年 - 竹内宏介、ジャーナリスト、プロレス評論家、元日本スポーツ出版社社長（* 1947年）
- 2013年 - 中坊公平、弁護士、元日弁連会長、整理回収機構初代社長（* 1929年）
- 2014年 - 水野正夫、服飾デザイナー（* 1928年）
- 2014年 - ゲーリー・ベッカー、経済学者、社会学者（* 1930年）
- 2014年 - レスリー・カールソン、俳優（* 1933年）
- 2014年 - 畑裕子、作家（* 1948年）
- 2015年 - 滝田裕介、俳優（* 1930年）
- 2015年 - 長田弘、詩人（* 1939年）
- 2016年 - 原田要、海軍軍人、戦闘機パイロット（* 1916年）
- 2016年 - 佐藤信二、政治家、第59代通商産業大臣、第60代運輸大臣（* 1932年）
- 2016年 - ドミンゴ・リム・シアゾン、外交官、政治家、元フィリピン外務大臣（* 1939年）
- 2016年 - 川端世輝、実業家、元電気化学工業（現デンカ）社長（* 1942年）
- 2016年 - ヤドランカ・ストヤコヴィッチ、シンガーソングライター、歌手（* 1950年）
- 2017年 - 井上和子、言語学者、神田外語大学名誉教授（* 1919年）
- 2017年 - 月丘夢路、女優、元宝塚歌劇団娘役（* 1922年）
- 2017年 - 重渕雅敏、実業家、元TOTO会長、元北九州商工会議所会頭（* 1935年）
- 2018年 - 西村皓、教育学者、慶応大学名誉教授（* 1925年）
- 2018年 - 第十四代小西新右衞門、実業家、元小西酒造社長（* 1929年）
- 2019年 - 志村五郎、数学者、プリンストン大学名誉教授（* 1930年）
- 2020年 - 多田茂治、文芸評論家（* 1928年）
- 2020年 - ロザリンド・エリアス、メゾソプラノ歌手（* 1930年）
- 2020年 - 梅原郁、東洋史学者、京都大学名誉教授（* 1934年）
- 2020年 - デイブ・グリーンフィールド、キーボーディスト（* 1949年）
- 2021年 - 内田祥哉、建築家、東京大学名誉教授（* 1925年）
- 2021年 - 三ツ井康、実業家、元共同テレビジョン社長・扶桑社社長（* 1937年）
- 2021年 - 竹市靖公、実業家、ブロンコビリー創業者（* 1943年）
- 2021年 - ハル・ブリーデン、プロ野球選手（* 1944年）
- 2021年 - 谷口正朋、バスケットボール選手、元日本バスケットボール協会専務理事（* 1946年）
- 2021年 - 永易克典、銀行家、元三菱東京UFJ銀行頭取・全国銀行協会会長（* 1947年）
- 2022年 - ノーマン・ミネタ、政治家、元アメリカ合衆国陸軍将校、第59代サンノゼ市長、第33代商務長官、第14代運輸長官（* 1931年）
- 2022年 - トニー・ブルックス、レーシングドライバー（* 1932年）
- 2022年 - 望月朗宏、実業家、元日清紡績（現日清紡ホールディングス）社長（* 1934年）
- 2022年 - 沼部春友、神職、神道学者、元栃木県須賀神社宮司（* 1938年）
- 2022年 - 澤田正昭、考古学者、元奈良国立文化財研究所埋蔵文化財センター長（* 1942年）
- 2022年 - 渡辺裕之、俳優（* 1955年）
- 2023年 - 渡辺豊重[10]、芸術家（* 1931年）
- 2023年 - リンダ・ルイス、シンガーソングライター（* 1950年）
- 2024年 - イメリオ・マッシニャン、ロードサイクリスト（* 1937年）
- 2024年 - 愛知和男、政治家、第54代防衛庁長官、第25代環境庁長官（* 1937年）
- 2024年 - ヘルムート・ホヴィラー、柔道家（* 1943年）

## 記念日・年中行事

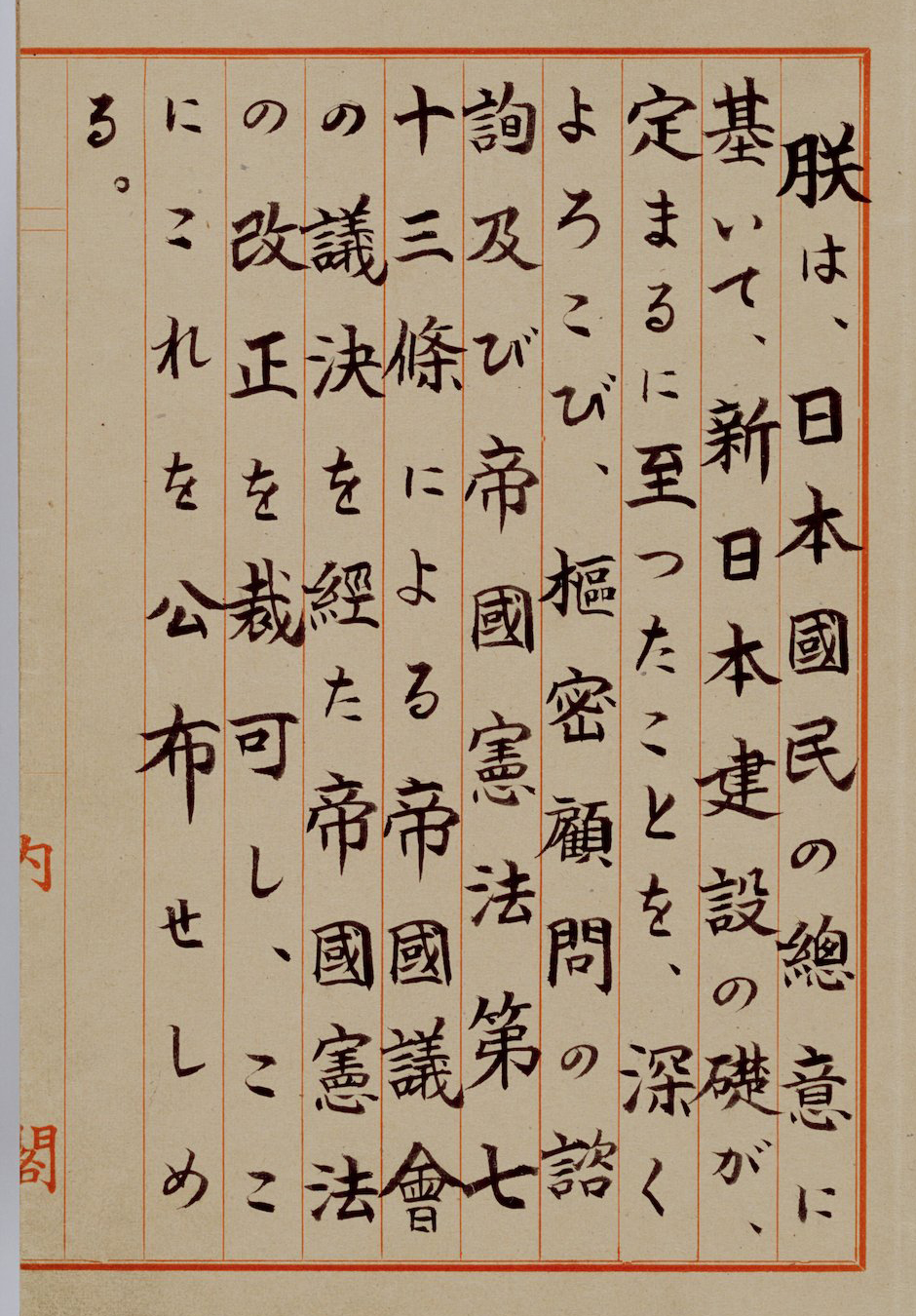
日本国憲法の原本

- 世界報道自由デー（ 世界）
1991年のこの日にユネスコと国連によってナミビアのウィントフックで開かれていた「アフリカの独立、多元主義的な報道の促進に関するセミナー」で、「アフリカの独立、多元主義的な報道の促進に関するフイントフーク宣言」が採択されたことを記念したもの。1991年のユネスコ総会決議に基づき、1993年12月の国連総会で制定された国際デー。
- 博多どんたく（ 日本）
正式名称は「福岡市民のまつり 博多どんたく港まつり」。毎年5月3日と4日の2日間にわたって福岡市で開催される。
- 憲法記念日（ 日本、1948年 - ）
国民の祝日の一つ。1947年のこの日に日本国憲法が施行されたことを記念。
- 憲法記念日（ ポーランド）
1791年にヨーロッパ初の近代的成文憲法である5月3日憲法が成立した日。
- ゴールデンウィーク（ 日本）